# Fort de Castellaccio
Le fort de Castellacio est une fortification située à Gênes en Italie.
Une première fortification sur cet emplacement fut édifiée par les Guelfes de Gênes qui construisirent un château avec « des murs et des fossés » en 1319.
Odet de Foix, seigneur de Lautrec, maréchal de France, suivit Louis XII au siège de Gênes, en 1507, et fut du nombre des seigneurs qui, au refus des Suisses, montèrent à l’assaut du fort de Castellaccio.
En 1530, cet édifice, qui menaçait de tomber en ruine, a été reconstruit avec quelques modifications.